# Álvaro Eugénio Neves da Fontoura
Álvaro Eugénio Neves da Fontoura OA • ComA • ComIC • ComIP (Bragança, 24 de julho de 1891 - Lisboa, 16 de dezembro de 1975) foi um político e militar português.

## Biografia
Era filho de Constantino da Fontoura de Madureira Guedes, Coronel de Infantaria, e de sua mulher Maria Eugénia Ribeiro Neves e irmão de Hermínia Alice Neves da Fontoura (Porto, Cedofeita, 24 de Setembro de 1892 - Cascais, Estoril, São Pedro do Estoril, 25 de Agosto de 1942), casada em Lisboa, Anjos, a 7 de Fevereiro de 1920 com Júlio Garcês de Lencastre (Porto, Cedofeita, 5 de Agosto de 1882 - Cascais, Estoril, São Pedro do Estoril, 5 de Março de 1970).
Era licenciado em engenharia civil pela Faculdade de Engenharia da Universidade do Porto.
Casou-se em Lisboa, no ano de 1916, com Mariana Adelaide Santos de Lemos, com quem teve três filhos, entre os quais Álvaro Nuno de Lemos da Fontoura.
Foi professor do Colégio Militar entre os anos de 1925 a 1937, da Escola Superior Colonial entre 1932 a 1947 e do Instituto Superior de Ciências Sociais e Políticas Ultramarinas da Universidade Técnica de Lisboa entre os anos de 1939 e 1961.
Exerceu o cargo de Governador do Timor português entre o dia 11 de setembro de 1937 e o dia 10 de maio de 1940, tendo sido antecedido pelo capitão de artilharia Eduardo Berardo Lapido Loureiro e sucedido por capitão de engenharia António Jacinto Nunes. Após ter exercido o cargo de Governador de Timor português publicou um livro de sua autoria sobre O trabalho indígena de Timor, e uma comunicação que fez ao "II Congresso da União Nacional", o partido único do Estado Novo (Portugal), sobre as "Relações mais importantes da colónia portuguesa com outros territórios."
Foi chefe de gabinete do Ministro das Colónias, Francisco José Vieira Machado, de 1940 a 1944, presidente da Junta Central de Trabalho e Emigração do Ministério do Ultramar de 1937 a 1960.
Como parlamentar participou como deputado da IV Legislatura (1945 - 1949) pelo círculo eleitoral de Macau.
O Instituto de Ciências Sociais da Universidade de Lisboa publicou o Álbum Fontoura no dia 5 de março de 2003 com a Fundação Mário Soares.

## Condecorações
Foi condecorado quatro vezes em Portugal, por presidentes da República. A primeira vez foi condecorado com o grau de Oficial da Ordem Militar de Avis a 6 de novembro de 1929, pelo presidente da República, Óscar Carmona, a segunda vez com o grau de Comendador da Ordem do Império Colonial, a 14 de novembro de 1936, pelo mesmo presidente, tendo sido, entretanto, feito Comendador da Ordem do Império Britânico da Grã-Bretanha e Irlanda do Norte a 16 de dezembro de 1939, a terceira vez foi também agraciado pelo mesmo com o grau de Comendador da Ordem Militar de Avis, a 16 de novembro de 1946. Finalmente, foi agraciado pelo presidente da República, Américo Thomaz, com o grau de Comendador da Ordem da Instrução Pública, a 11 de julho de 1961.